# تور ران‌سوک‌جین ئی‌پی
تور ران‌سوک‌جین ئی‌پی (انگلیسی: RunSeokjin Ep. Tour، به سبک #RUNSEOKJIN_EP.TOUR نوشته می‌شود) نخستین تور کنسرت جهانی جین، خواننده اهل کره جنوبی و عضو گروه بی‌تی‌اس است که در حمایت از دو آلبوم او، خوشحال (۲۰۲۴) و پژواک (۲۰۲۵) برگزار می‌شود. این تور در ۲۸ ژوئن ۲۰۲۵ در گویانگ، کره جنوبی آغاز خواهد شد و در ۱۰ اوت ۲۰۲۵ در آمستردام، هلند به پایان خواهد رسید.

## پیش‌زمینه و توسعه
پس از پایان خدمت سربازی در ژوئن ۲۰۲۴، جین نخستین آلبوم خود را با عنوان خوشحال در نوامبر همان سال منتشر کرد. دومین آلبوم او با نام پژواک نیز در مه ۲۰۲۵ منتشر شد.
در ۱۷ آوریل ۲۰۲۵، بیگ هیت میوزیک از اولین تور انفرادی جین با نام تور ران‌سوک‌جین ئی‌پی خبر داد و او سومین به عضو بی‌تی‌اس تبدیل شد که تور جهانی انفرادی برگزار می‌کند. این تور شامل ۹ ایستگاه است و در هر شهر، دو کنسرت برگزار خواهد شد.